# Seznam světového dědictví v Latinské Americe a Karibiku
Toto je seznam památek světového dědictví UNESCO v Latinské Americe a Karibiku a pro svou obsáhlost je rozdělen do dvou částí seřazených abecedně podle států, které zařazení lokality do Seznamu světového dědictví navrhly.
1. Argentina až Kuba
2. Mexiko až Venezuela

U každé položky je uveden český název, oficiální anglický název dle seznamu UNESCO, stručná charakteristika a odkaz na základní zdůvodnění zápisu dle UNESCO. Číslo v odkazu je současně číslo, pod kterým je lokalita vedena v Seznamu světového dědictví.
Položky seznamu u jednotlivých zemí jsou řazeny podle roku zápisu do Seznamu.